# Franz Stabbert
Franz Stabbert (13. februar 1881 Kulm  – 20. oktober 1917 Lorraine i Frankrig) var en tysk marineofficer og luftskibskaptajn, som var stationeret på luftskibsbaserne i Tønder, Friedrichshafen, Hannover, Seddin i Bagpommern (ved den nuværende polske by Słupsk) og Ahlhorn sydvest for Bremen.
Stabbert var luftskibskaptajn på 60 togter med følgende af den Kaiserliche Marines luftskibe:
- Luftskib L 7 fra 5. september 1915 til 16. november 1915. (20 togter fra Tønder)
- Luftskib L 20 fra 29. december 1915 (16 togter). Ankom 18. januar 1916 til basen i Tønder, blev 21. februar 1916 forflyttet til Seddin og 6. april 1916 igen til Tønder. Havarerede 3. maj 1916 i Hafrsfjord ved Stavanger i Norge og besætningen blev interneret. Slap først fri efter seks måneder. [2][3]
- Luftskib L 23 fra 20. december 1916 til 23. januar 1917. (2 togter fra Tønder)
- Luftskib L 44 fra 5. april 1917 (22 togter). Deltog fra Ahlhorn natten mellem 19. og 20. oktober 1917 i det såkaldte silent raid-bombetogt med i alt 11 luftskibe, bl.a. L 45 og L 54 fra Tønder. L 44 blev i stormen ført over Frankrig og i 6 km højde skudt i brand af det franske hær-artilleris 174. sektion over Chenevières og Saint-Clément sydøst for Lunéville i departementet Meurthe-et-Moselle og region Lorraine (sydøst for Nancy). Besætningen styrtede i døden og blev begravet i byen Gerbéviller.[4] [5]